# Steindachnerina bimaculata
Steindachnerina bimaculata is een straalvinnige vissensoort uit de familie van de brede zalmen (Curimatidae). De wetenschappelijke naam van de soort is voor het eerst geldig gepubliceerd in 1876 door Franz Steindachner. Hij gaf aan de soort de naam Curimatus bimaculatus.
Het zijn ongevaarlijke zoetwatervissen en ze komen voor in het Amazonebekken en de Orinocodelta. Ze worden tot 13,3 centimeter lang.